# سان ولی (نوادا)
سان ولی، نوادا (به انگلیسی: Sun Valley, Nevada) یک سکونتگاه مسکونی در ایالات متحده آمریکا است که در شهرستان واشو، نوادا واقع شده‌است.

## خصوصیات
سان ولی ۳۸٫۶ کیلومترمربع مساحت و ۱۹٬۲۹۹ نفر جمعیت دارد.